# 清华大学附属中学
清华大学附属中学，简称清华附中，是中国北京市海淀区的一所高级中学，成立于1915年，前身是成志学校。清华附中是北京市重点中学、国家级体育传统项目学校、中国数学奥林匹克委员会“中学生数学奥林匹克培训基地”。先后被国家教委和北京市评为“德育先进校”、“北京市校园环境示范校”、“北京市首批示范性普通高中”。
清華附中與北京大學附屬中學、中國人民大學附屬中學、北京101中学、北京市十一学校和首都师范大学附属中学合稱「海淀六小強」。

## 历史
1915年，创建的成志学校是清华附中的前身。

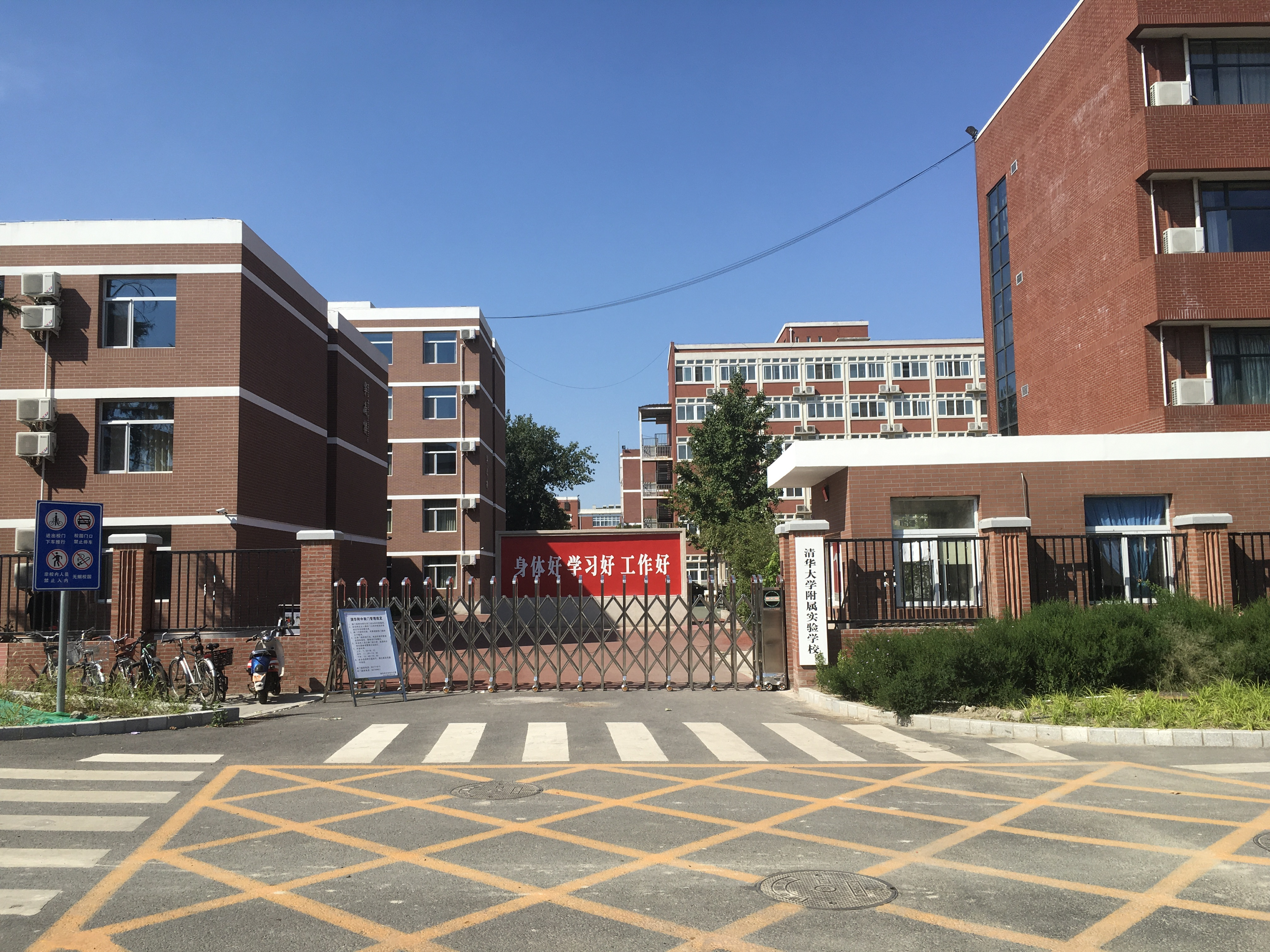
清華大學附屬實驗學校

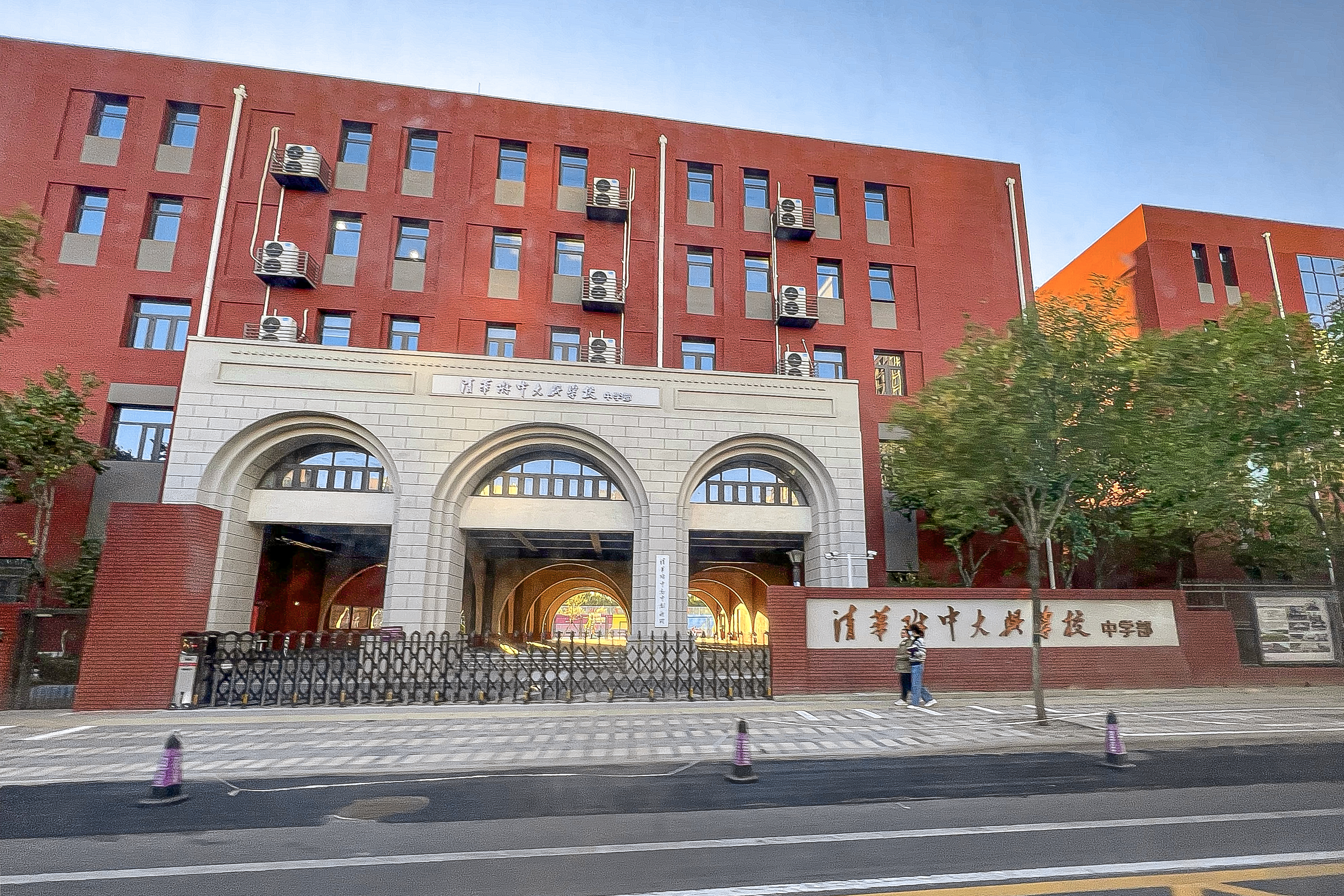
清华附中大兴学校

1939年，成志学校随清华大学南迁成为西南联大附中的一部分。
1946年，成志学校迁回北平复校，分为初中、小学两部分。
1952年，成志学校的初中部与燕京大学附属学校中学部合并，更名为清华大学附设中学。
1958年，清华大学附设工农速成中学并入清华大学附设中学。
1960年，清华大学附设中学扩建为清华大学附属中学，增设高中，初高中均面向全市招生，成为一所完全中学。
1978年，成立清华大学附属中学二部，后更名为清华大学第二附属中学，简称清华二附中。
1994年，清华大学附属中学与北京47中学手拉手共建清华大学附属中学分校（高中部）。
1999年，清华二附中并入清华附中。
2002年，清华大学附属中学与深圳清华研究院、清华大学附属小学一起在深圳创办了深圳清华实验学校。
2003年，成立民办公助性质的清华大学附属初级中学。
2004年，清华大学附属中学终止同47中的共建，撤销清华附中分校。
2009年，成立清华大学附属中学国际部。
2010年，与朝阳区教委合作创办“清华大学附属中学朝阳学校”。
2010年，与昌平区教委合作创办“清华大学附属中学昌平学校”。
2011年，“清华大学附属初级中学”更名为“清华大学附属实验学校”。
2012年，与海淀区教委合作，承办北京市永丰中学，更名为“清华大学附属中学永丰学校”。
2012年，与海淀区教委合作，承办北京市上地中学，更名为“清华大学附属中学上地学校”。
2013年，根据清华大学与陕西省政府省校合作的精神，清华大学附属中学和陕西省西咸新区秦汉新城管委会签订合作办学意向，成立清华大学附属中学秦汉学校（陕西省秦汉中学），2014年开始招生。
2014年，与丰台区教委合作，承办太平桥中学和首科花园小学，更名为“清华大学附属中学丰台分校”。
2015年，承接北京市优质高中资源市级“统筹二”项目，建立清华大学附属中学奥森校区与将台路校区。
2015年，“北京市海淀区丰联小学”并入清华大学附属中学永丰学校，并改称为“清华大学附属中学永丰学校小学部”。
2016年，发起并设立了“北京市清华大学附属中学教育基金会”。
2017年，承办“北京市海淀区清河第五小学”，并更名为“清华大学附属中学上地小学”。
2019年，清华附中在位于天宫院的北京市大兴区第二职业学校原址开办12年一贯制的“清华大学附属中学大兴学校”。
2023年7月31日，清华附中终止对北京市海淀区稻香湖学校、北京海淀清华附中外籍人员子女学校、北京市海淀区清华附中稻香湖幼儿园的承办。
2024年4月，经海淀区教委批准，清华大学附属中学承办北京科技大学附属中学，北科大附中也开始逐渐更名为“清华大学附属中学志新学校”。

## 历任校长

### 成志学校时期（部分）
1949年以前担任成志学校的主要领导有李仲华、李广成、马约翰、郑桐荪、李广田等人。
- 季镇淮 （1949年 - 1950年）
- 孔祥瑛 （1951年 - 1952年；女）

### 清华大学附设中学时期
- 孔祥瑛 （1952年 - 1958年；女）
- 韩家鳌 （1958年 - 1960年）

### 清华大学附设工农速成中学时期
- 周培源  （1951年 - 1953年）
- 何礼  （1953年 - 1957年）
- 高沂  （1957年 - 1958年）

### 清华大学附属中学时期
- 万邦儒 （1960年 - 1966年）、（1979年 - 1991年）
- 杨津光 （1991年 - 1994年）
- 郭建生 （1994年 - 1997年）
- 赵庆刚 （1997年6月 - 2004年12月；现已调任清华大学党委组织部副部长）
- 高策理 （2004年12月 - 2007年1月；现已调任清华大学研究生院副院长）
- 王殿军 （2007年1月 - 2022年6月；现已调任稻香湖学校校长）
- 方妍（2022年6月-今；原清华附中党委书记）

## 对外交流
2014年5月14日，与美国阿什维尔中学签署合作协议。

## 知名校友
- 周培源
- 钱伟长
- 马鼎盛
- 张承志
- 刘延东
- 史铁生
- 厉振羽
- 陈鲁豫
- 高王凌
- 杨振宁
- 常振明
- 邓稼先
- 楊强
- 楊尤拉
- 莊達菲
- 谌玥
- 楊倩

## 相关事件
- 清华大学附属中学红卫兵

## 和清华大学附属实验学校的区别
清华附中不是清华大学附属实验学校。清华大学附属实验学校（Tsinghua Experimental School）起初叫「清华大学附属初级中学」，是一所民办中学，由清华控股有限公司于2002年创办。 2022年，因教育部规范公参民办学，禁止“公办名校办民校”，清华大学附属实验学校从民办转为大学举办的公办。
招生时，清华大学附属中学可简称「本校」，清华大学附属实验学校则简称「实验学校」或「清实」。清华大学事业编教职工的子女可直升实验学校初中部。清华附中和清华大学附属实验学校位于同一校园，学习进度、考试、老师均一致，日常无任何分别。但早期本校性质为公办，实验学校性质为民办。 2011年，实验学校学费为 15000 元/生·学期。2022年，实验学校由于转为公办，其费用已和本校一致：普通高中学费均为 800 元/生·学期。 